# Joan Pich i Santasusana

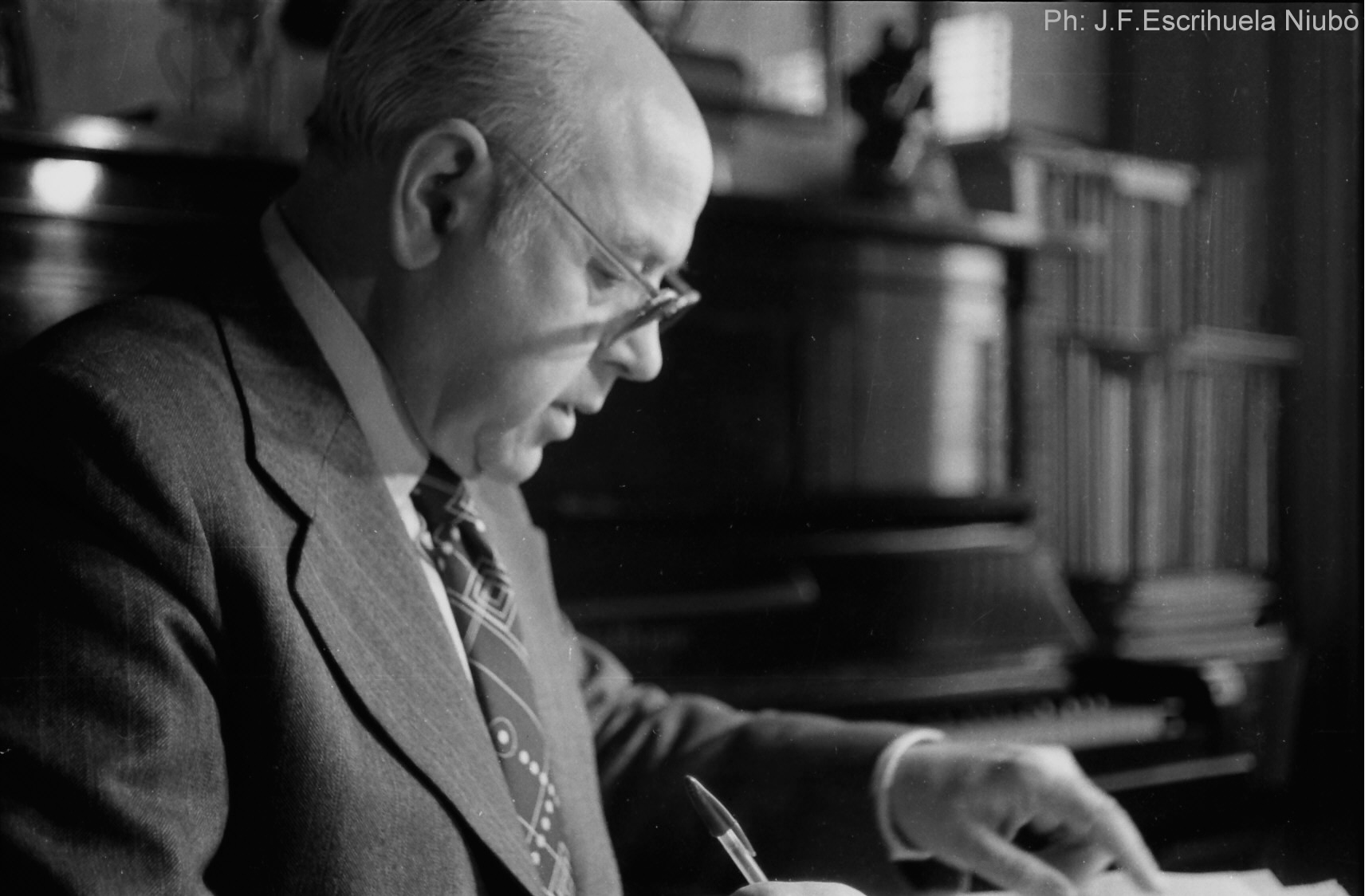
Joan Pich Santasusana im Jahr 1972

Joan Pich i Santasusana (* 23. Oktober 1911 in Sant Andreu de Palomar; † 9. Juli 1999 in Badalona) war ein spanischer Dirigent, Cellist, Komponist und Musikpädagoge.

## Leben und Werk
Pich studierte Cello bei Josep Soler und Komposition bei Enric Morera am Städtischen Konservatorium von Barcelona.
Mit 15 Jahren trat er als Cellist dem Orquestra Pau Casals bei. 1935 übernahm er die Leitung des Institut Orquestral de l’Associació Obrera de Concerts (Orchester Institut der Arbeiterkonzertvereinigung). 1936 studierte er Orchestration am Konservatorium in Genf bei Hermann Scherchen. 1950 wurde er auf den Lehrstuhl für Harmonie und Kontrapunkt am Konservatorium von Barcelona berufen, dessen Direktor er von 1967 bis 1976 war.  Später war er als Leiter der Escola Municipal de Música de Badalona (Konservatorium von Badalona) tätig.
Ab 1941 leitete er als Dirigent das Orquestra Simfònica de Ràdio Associació de Catalunya (Radiosymphonieorchester von Katalonien). 1946 wurde er zum Chefdirigenten des Orquestra Filharmònica de Las Palmas de Gran Canaria (Philharmonisches Orchester von Las Palmas) ernannt. Von 1958 bis 1967 leitete er die Banda Municipal de Barcelona.
Pich i Santasusana komponierte zahlreiche Kunstlieder, Sardanas, das symphonische Gedicht De la nostra vida sowie die Klavierpräludien 78 (1978). Pich i Santasusana war Herausgeber der Enciclopedia de la Música (Verlag: De Gassó Hnos, Barcelona 1960).